# 蔡遷
蔡 遷（さい せん、生年不詳 - 洪武3年9月21日（1370年10月10日））は、元末明初の軍人。蔡僊とも書かれる。

## 生涯
その出身は知られていない。至正11年（1351年）、芝麻李に従って徐州に拠った。至正12年（1352年）、芝麻李がトクトに敗れると、蔡遷は朱元璋に帰順し、その先鋒となった。至正15年（1355年）、朱元璋に従って長江を渡り、采石を下し、太平を攻略し、溧水を奪取し、元の蛮子海牙の水寨や陳埜先を撃破するにあたって、いずれも功績があった。至正16年（1356年）、朱元璋が集慶を平定すると、蔡遷は千戸に任じられた。
徐達に従って広徳・寧国を奪取し、万戸に転じた。至正17年（1357年）、常州に進攻し、黄元帥を捕らえ、都先鋒となった。馬馱沙への進攻に従い、池州を攻略した。至正18年（1358年）、樅陽を攻め、衢州・婺州への進攻に従い、帳前左翼元帥に任じられた。至正20年（1360年）、陳友諒を龍江で破り、進軍して太平を奪回した。至正21年（1361年）、安慶の水寨を奪取し、九江を占領した。瑞昌で陳友諒の八陣指揮を破り、南昌を攻略した。至正23年（1363年）、安豊救援に従い、合肥を攻撃し、鄱陽湖の戦いに参戦した。至正24年（1364年）、武昌への進攻に従い、指揮同知に進んだ。
常遇春に従って鄧克明の残党を掃討し、贛州に進攻した。至正25年（1365年）、南安・南雄を奪取し、兵を返して饒鼎臣を茶陵で追撃して、龍驤衛同知に転じた。至正26年（1366年）、徐達に従って高郵を攻略し、馬騾港を破った。武徳衛指揮使に任じられ、淮安を守った。黄州に移駐して守備した。徐達に従って湘潭・辰州・全州・道州・永州を下し、荊州衛指揮となった。至正27年（1367年）、広西に進軍して経略し、広西行省参政に転じた。靖江王相を兼ね、少数民族の反抗を鎮圧した。
洪武3年9月丙午（1370年10月10日）、死去した。その遺体は南京に送られて葬られた。資善大夫・上護軍・行省右丞の位を追贈され、安遠侯に追封された。諡は武襄といった。